# Vikas Kumar
Vikas Dalal Kumar (ur. 10 października 2001) – indyjski zapaśnik walczący w obu stylach. Zajął 21. miejsce na mistrzostwach świata w 2022. Siódmy na igrzyskach azjatyckich w 2022. Brązowy medalista mistrzostw Azji w 2023. Wicemistrz mistrzostw Wspólnoty Narodów w 2016 i 2017. Trzeci na MŚ U-23 w 2022. Wicemistrz Azji juniorów w 2015 i 2016 roku.